# Queer as folk (USA)
Queer as folk er en amerikansk/canadiske tv-serie fra i 2000-2005. Den er en gen-producering af den britiske Queer as folk fra 1999-2000 af Showtime og vist på amerikansk tv.
Den amerikanske udgave af Queer As Folk foregår i Pittsburgh, Pennsylvania.
Serien omhandler Brian Kinney (Gale Harold), Justin Taylor (Randy Harrison), Michael Novotny (Hal Sparks), Ted Schmidt (Scott Lowell) og Emmet Honeycutt (Peter Paige), det lesbiske par Lindsay Peterson (Thea Gill) og Melanie Marcus (Michelle Clunie) og Michaels mor Debbie Novotny (Sharon Gless) og morbror Vic Grassi (Jack Wetherall). I sæson to bliver Ben Bruckner (Robert Gant) en del af serien, som Michaels samlever.

## Medvirkende
- Gale Harold - (Brian Kinney)
- Randy Harrison - (Justin Taylor)
- Hal Sparks - (Michael Novotny)
- Scott Lowell - (Ted Schmidt)
- Peter Paige - (Emmet Honeycutt)
- Thea Gill - (Lindsay Peterson)
- Michelle Clunie - (Melanie Marcus)
- Sharon Gless - (Debbie Novotny)
- Jack Wetherall - (Vic Grassi)
- Robert Gant - (Ben Bruckner)

## Handling
Brian Kinney (Gale Harold) arbejder i sæson 1-3 for reklamebureauet Vangard. Senere starter han sit eget firma, Kinnetik. Brian er en sand mester i sex og dyrker udelukkende one-night-stands før han møder Justin, som han indleder et forhold med. Brian er meget direkte i sine udtalelser, hvilket ofte får ham i problemer. Selvom han ikke ligefrem påstår at være en del af det homoseksuelle miljø, gør han alligevel hvad han kan for sine venner i det homoseksuelle miljø. Brian har et motto ifht. heteroseksuelle mennesker: "Der er dem der vider de hader dig, og dem der skjuler de hader dig." Brian bliver biologisk far til Lindsay og Melanies første barn, Gus.
Justin Taylor (Randy Harrison) mister sin mødom til Brian som 17 årig og forelsker sig i ham. Han stikker af hjemmefra, da hans far ikke accepterer hans seksualitet og har derefter ingen kontakt til faren. Justin har stort et stort talent for at tegne og efter high shcool starter han på en kunstskole. Han tegner også tegneseriebladet "Rage", som Michael er forfatter til. Pga. sit store smil og lyse hår bliver han kaldt "Sunshine". I sæson 1 bliver Justin offer for queer-bashing og bliver senere en del af en gruppe der går på gaden for at bremse queer-bashing.
Michael Novotny (Hal Sparks) og Brian har været bedste venner siden de var børn. Arbejder først for supermarkedskæden "Big Q", men følger senere sin drøm og åbner sin egen tegneserie butik. Han har siden han var barn nydt at læse tegneserier, særligt historierne om "Captain Astro". Han bliver i sæson 2 forfatter til tegneserien om den homoseksuelle superhelt "Rage". Michael finder i sæson 2 sammen med Ben Bruckner, de flytter sammen, adopterer gadedrengen "Hunter" og bliver senere gift. Michael bliver biologisk far til Melanie og Lindsays andet barn, Jenny Rebecca.
Ted Schmidt (Scott Lowell) er uddannet revisor, men efter at være blevet opdaget i at onanere på jobbet, bliver han fyret og starter sit eget online porno-firma "Jerk on work". Ted har lavt selvværd og bliver altid afvist på diskotekerne og barerne. Ted bliver i sæson 3 kæreste med Emmet og de flytter sammen, men da Ted begynder at tage stoffet crystal meth, flytter de fra hinanden og Ted tager på afvænningsklinik, hvor han møder misbrugskonsulenten Blake, som han får en forhold til.
Emmet Honeycutt (Peter Paige) har haft forskellige job, bl.a. som porno-stjernen i Teds firma "Jerk on work" og som planlægger af fester. Emmet er den mest flamboyante af de fire mænd. Emment har tendens til at forelske sig hurtigt i mænd han møder på diskotekerne og hurtigt komme over dem igen. Efter hans og Teds forhold slutter flytter han sammen med Debbie.
Lindsay Peterson (Thea Gill) har siden college været nær ven af Brian, og han bliver derfor den biologiske far, til Gus, som hun føder i sæson 1. Lindsay underviser i kunst. Lindsay har problemer med sine forældre, da de er flove over hendes seksualitet og hendes forhold til Melanie.
Melanie Marcus (Michelle Clunie) er samlever til Lindsay. Melanie arbejde som advokat. Melanie har problemer med Brian og særligt hans måde at udtrykke sig på, og ønsker derfor Michael som biologisk far til hendes og Lindsays andet barn Jenny Rebecca.
Debbie Novotny (Sharon Gless) er et stolt og aktivt medlem af gruppen PFLAG og Michaels mor. Hendes noget højtråbende måde at vise dette på, har det med at gøre Michael flov over hende. Hun arbejder i dineren "Liberty Diner". Indtil sæson 4 bor hun med sin HIV-syge bror, Vic, men flytter senere sammen med Emmet. Hun er meget åbenhjertet og behandler alle, som var de hendes egen familie.
Vic Grassi (Jack Wetherall) er Debbies søster og Michaels morbror. Vic er HIV-positiv og har derfor kun mini-jobs, som medhjælper i Debbies café og tjener ved Emmets arrangerede fester. Han bor sammen med Debbie indtil sæson 4, hvor han flytter sammen med Rodney. Vic dør kort tid efter af sin sygdom.
Ben Bruckner (Robert Gant) bliver en del af serien i sæson 2, hvor han bliver kæreste med Michael og de to flytter senere sammen. Ben er HIV-positiv og går derfor meget op i at holde sig selv og sin krop sund. Ben underviser på universitetet.